# Sivice
Sivice jsou obec v okrese Brno-venkov v Jihomoravském kraji. Rozkládají se na hranici Drahanské vrchoviny a Dyjsko-svrateckého úvalu, patnáct kilometrů severovýchodně od Brna. Žije zde přibližně 1 100 obyvatel. Zástavba obce velice těsně sousedí se zástavbou sousedních Pozořic, s nimiž tvoří prakticky jednotný urbanistický celek.
Jedná se o vinařskou obec ve Velkopavlovické vinařské podoblasti (viniční tratě Štarcary, Staré hory). Na území obce je evropsky významná lokalita Sivický les (kód lokality: CZ0620037).

## Historie
První písemná zmínka o obci, doložená originálními pergamenovými listinami opatřenými pečetí, je z roku 1317.

## Obyvatelstvo
| Rok            | 1869 | 1880 | 1890 | 1900 | 1910 | 1921 | 1930 | 1950 | 1961  | 1970 | 1980 | 1991 | 2001 | 2011  | 2021  |
| -------------- | ---- | ---- | ---- | ---- | ---- | ---- | ---- | ---- | ----- | ---- | ---- | ---- | ---- | ----- | ----- |
| Počet obyvatel | 654  | 731  | 801  | 791  | 880  | 845  | 880  | 942  | 1 054 | 991  | 920  | 891  | 965  | 1 008 | 1 075 |
| Počet domů     | 113  | 124  | 132  | 143  | 173  | 176  | 196  | 233  | 243   | 259  | 247  | 271  | 287  | 301   | 317   |

## Obecní správa

### Obecní symboly
Znak a vlajka byly obci uděleny rozhodnutím předsedy Poslanecké sněmovny Parlamentu České republiky dne 9. dubna 2002.

## Samospráva
Ve volebním období 2014-2018 vykonávala funkci starostky Marie Kousalová (KDU-ČSL). Na ustavujícím zasedání obecního zastupitelstva 30. října 2018 byla do této funkce zvolena opět.

## Archeologické nálezy
V roce 1959 při kopání základů domu č. 185 byl nalezen kostrový hrob keltského válečníka z 3. století př. n. l., další dva hroby byly zničeny při stavbě sklepa v domě č. 184; lze uvažovat o existenci většího pohřebiště z tohoto období. Nálezy jsou uloženy v Moravském zemském muzeu.

## Doprava
Územím obce prochází silnice II/430 v úseku Brno - Rousínov. Dále zde vedou silnice III. třídy:
- III/3833 Mokrá - Hostěnice
- III/3839 Tvarožná - Sivice - Pozořice

## Pamětihodnosti
- Kaple svatého Rocha
- Pamětní kámen
- Barokní kříž
- Boží muka
- Kříž u lesa
- Socha svatého Floriána
- Sakrální pomník se symbolikou svaté Trojice
- Stará hrušeň

## Osobnosti
- Bohumil Boček (1894–1952), armádní generál, účastník zahraničního odboje